# Paul Ackerley
Paul Ackerley (né le 16 mai 1949 et mort le 3 mai 2011 à Wellington) est un joueur de hockey sur gazon néo-zélandais. Il participe aux Jeux olympiques d'été de 1976 et remporte la médaille d'or de la compétition. Il est également sélectionné pour les Jeux olympiques d'été de 1980 mais à la suite du boycott de la Nouvelle-Zélande de ces Jeux olympiques, il n'y participe pas. Il meurt le 3 mai 2011 d'un cancer de la peau à l'âge de 61 ans.

## Palmarès

### Jeux olympiques
- Jeux olympiques de 1976 à Montréal,  Canada
  -  Médaille d'or.